# Christian Bracconi
Christian Bracconi (nacido el 25 de noviembre de 1960 en Constantina, Argelia) es un ex futbolista y entrenador francés. Actualmente está libre tras desvincularse del FC Sochaux.

## Carrera como jugador
Formado en el Sporting Club de Bastia, donde jugó como delantero, pasó por el Besançon Racing Club, antes de ser traspasado al FC Metz en 1986. Con este equipo ganó la Copa de Francia en 1988, antes de volver al SC Bastia para retirarse en 1991.

## Carrera como entrenador
Bracconi comenzó su carrera como técnico dirigiendo a los canteranos del Sporting Club de Bastia en febrero de 2009. En 2010, se hizo cargo de los jóvenes del AC Ajaccio.
El 4 de noviembre de 2013, Alain Orsoni, presidente del club corso, confirmó que Bracconi reemplazaría a Fabrizio Ravanelli como entrenador del primer equipo. El Ajaccio era el penúltimo clasificado de la Ligue 1 2013-14 en el momento del cambio de entrenador, pero Bracconi no pudo revertir la situación y terminó certificando el descenso del equipo a falta de 4 jornadas para el final del campeonato. Pese a perder la categoría, fue confirmado en el banquillo; aunque sólo llegó a dirigir al equipo en 11 partidos en la Ligue 2, logrando 12 puntos que lo situaban en 14.º puesto en la clasificación, lo que provocó su despido.
En junio de 2015, fue contratado por el CA Bastia; pero en noviembre fue cesado como consecuencia de los malos resultados del equipo corso, colista del Championnat National.
En mayo de 2016, es contratado por el FC Sochaux para ser asistente de Albert Cartier.

## Clubes

### Como jugador
| Club                 | País    | Año       |
| -------------------- | ------- | --------- |
| SC Bastia            | Francia | 1980-1983 |
| Besançon Racing Club | Francia | 1983-1986 |
| FC Metz              | Francia | 1986-1988 |
| SC Bastia            | Francia | 1988-1991 |

### Como entrenador
| Club                   | País    | Año       | P  | PG | PE | PP | % v. |
| ---------------------- | ------- | --------- | -- | -- | -- | -- | ---- |
| AC Ajaccio             | Francia | 2013-2014 | 40 | 7  | 13 | 20 | 17.5 |
| CA Bastia              | Francia | 2015      | 15 | 3  | 4  | 8  | 20   |
| FC Sochaux (asistente) | Francia | 2016-2017 |    |    |    |    |      |